# Malabári bíbic
A malabári bíbic (Vanellus malabaricus) a madarak osztályának lilealakúak (Charadriiformes) rendjébe, ezen belül a lilefélék (Charadriidae) családjába tartozó faj.

## Rendszerezése
A fajt Pieter Boddaert holland ornitológus írta le 1783-ban, a Charadrius nembe Charadrius malabaricus néven. Sorolják a Hoplopterus nembe Hoplopterus malarbaricus néven is.

## Előfordulása
Ázsia déli részén, Banglades, India, Nepál, Pakisztán és Srí Lanka területén honos. Kóborlásai során eljut Malajziába és Mianmarba is.
Természetes élőhelyei a mérsékel övi füves puszták, vizes területek és szántóföldek. Állandó, nem vonuló faj.

## Megjelenése
Testhossza 28 centiméter, szárnyfesztávolsága 65-69 centiméter, testtömege 108-203 gramm. Feje teteje fekete, sárga homlokpajzsa és csőre két oldalán lelógó bőrlebenye van.
|  |  |

## Életmódja
Ízeltlábúakkal és puhatestűekkel táplálkozik.

## Szaporodása
Vízpart közelébe, a földön lévő mélyedésbe készíti fészkét.

## Természetvédelmi helyzete
Az elterjedési területe nagy, egyedszáma pedig stabil. A Természetvédelmi Világszövetség Vörös listáján nem fenyegetett fajként szerepel.